# 揉谷镇
揉谷镇，是中华人民共和国陕西省咸陽市杨陵区下辖的一个乡镇级行政单位。

## 行政区划
揉谷镇下辖以下地区：
揉谷村、陵东村、陵湾村、除张村、新集村、权家寨村、太子藏村、姜原村、秦丰村、白龙村、田西村、田东村、石家村、法禧村、尚德村和光明村。